# Javier Lafuente Sancho
Javier Lafuente Sancho (Barcelona, 1960) es un químico español. Es el rector de la Universidad Autónoma de Barcelona desde 2020. Es licenciado en ciencias químicas por la Universidad Autónoma de Barcelona y doctor cum laude en ingeniería química por la misma universidad.
Su carrera docente empezó en 1984 como profesor asistente en la Escuela de Ingeniería de la UAB. Posteriormente, pasó a ser profesor titular entre los años 1990 y 2002, y desde entonces, es catedrático de ingeniería química. Ha realizado estancias de investigación en el Massachusetts Institute of Technology, la Universidad de California y en el Instituto de Tecnología de Illinois.
El 10 de noviembre de 2020 fue elegido rector de la Universidad Autónoma de Barcelona.
Ha sido presidente de la Xarxa Vives de Universidades.